# Пламен Деянов
Пламен Деянов е български и австрийски скулптор.

## Биография
Роден е през 1970 г. във Велико Търново. 
От 1989 до 1990 г. следва в Националната художествена академия в София, а от 1991 до 1998 г. във Виенската академия за изящни изкуства при Микеланджело Пистолето.
От 1995 до 2000 г. работи съвместно със Светлана Хегер.
Живее и работи във Виена.

## Творчество
Пламен Деянов е участник в Международното биенале в Кайро (1996), Международното биенале в Мелбърн (1999), Биеналето в Берлин (2001), Биеналето в Прага (2003), Биеналето в Шанхай (2006), 54-тото Венецианско биенале (2011), Manifesta 11 и Европейско биенале за съвременно изкуство в Цюрих (2016).
Инсталацията му Бронзовата къща е разположена през 2019 г. на софийския площад „Александър Батенберг“ като съвместен проект с Kunsthalle Wien.

## За него
- Heike Kraemer (Hrsg.), Wirtschaftsvisionen. Mitwirkung von Dirk Luckow, Illustrationen von Plamen Dejanoff, Siemens Arts Program,  München 2002, ISBN 978-3-935779-05-0.
- Plamen Dejanoff, Swetlana Heger, quite normal luxury. Ausstellungskatalog, Herausgegeben von Peter Noever, Österreichisches Museum für Angewandte Kunst, Schlebrügge, Wien 2004, ISBN 978-3-85160-030-8.
- Lionel Bovier, Edelbert Köb (Hrsg.), Planets of Comparison. Ausstellungskatalog, Museum Moderner Kunst Stiftung Ludwig, JRP Ringier, Zürich 2006, ISBN 978-3-905701-59-3.
- Agnes Husslein-Arco, Maximilian Geymüller, Plamen Dejanoff (Hrsg.), Plamen. Literatur, Kunst, Leben. Ausstellungskatalog, 21er Haus, Verlag Österreichische Galerie Belvedere, Wien 2015, ISBN 978-3-902805-84-3.